# Alfred Falter

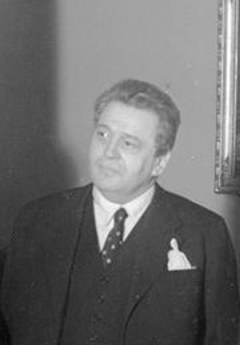
Alfred Falter

Alfred Falter (* 25. Juli 1880 in Ropa, Galizien; † 1954 in New York City) war ein polnischer Industrieller und Politiker.

## Leben und Tätigkeit
Falter, ein gelernter Ingenieur, war in der Zeit zwischen den beiden Weltkriegen einer der bedeutendsten Wirtschaftsführer und einer der reichsten Männer Polens. Der Schwerpunkt seiner Tätigkeit lag in den Bereichen Bergbau, Stahl und Großfinanz: Von 1921 bis 1939 war er Präsident und Mehrheitsaktionär von Robur dem größten Kohlehandelskonzern in Oberschlesien. Zudem saß er in den Aufsichtsräten zahlreicher oberschlesischer Hütten- und Bergwerksunternehmen.
Während der Genfer Konferenz von 1922 fungierte Falter als Wirtschaftsexperte der polnischen Regierung. Daneben war er Mitglied des Rates und des Exekutivausschusses der Internationalen Handelskammer.
1928 gründete Falter zusammen mit schwedischen Investoren die Schiffsgesellschaft Polskarob, die formal als Tochterunternehmen von Robur firmierte und für die Durchführung des Kohleexportes zuständig war. Die Firma umfasste sieben moderne Handelsschiffe (Robur I bis VII). Durch einen günstigen Handelsvertrag war es Falter zudem gelungen die Hafenanlagen in Gdynia für fünfunddreißig Jahre vom Staat zu pachten, wofür er pro Monat 125.000 Tonnen Kohle exportieren musste.
Von 1924 bis 1939 saß Falter im Aufsichtsrat der polnischen Notenbank (Bank Polski) und im Aufsichtsrat der Bank Handlowy, der ältesten Bank des Landes, in der er von 1935 bis 1939 auch den Posten des Vizepräsidenten bekleidete. Des Weiteren war er Präsident des Zentralverbandes der Polnischen Industrie und Mitglied im Oberschlesischen Berg- und Hüttenmännischen Verein aktiv. Kurz vor Beginn des Zweiten Weltkrieges konnte er schließlich auch die Kontrolle über die Handelsbank in Warschau übernehmen.
In der Frage der Organisation der Wirtschaft in Polen trat Falter für eine enge Kooperation von Staat und Wirtschaft ein, wobei der Staat in seiner Einmischung nicht so weit gehen sollte, dass er die Wirtschaft durch etatistische Eingriffe in ihrer Entfaltung stören und somit letztlich ersticken würde. Auch Außenpolitisch lehnte er Konfrontationspolitik ab und plädierte für ein gegenseitiges Sich-Verständigen, wobei er dies in der Zusammenarbeit mit deutschen Industriellen auch selbst praktizierte.
Falters jüdische Abstammung brachte ihm und seiner Firma Angriffe von Teilen der polnischen Presse ein. So wurde ihm von der polnischen Presse vorgeworfen sein Anteile an Robur seien nur auf dem Papier existent, er selbst ein Strohmann der Juden und der Deutschen, der die Gewinne von Robur nach Deutschland an den deutsch-jüdischen Friedländerkonzern (ein Anteilseigner von Robur) transferiert habe. Überprüfungen der Firmenbücher durch die polnische Finanzaufsicht konnte jedoch keine Unregelmäßigkeiten feststellen. Auch die deutsche Presse fuhr nach dem Machtantritt der Nationalsozialisten in den 1930er Jahren immer wieder Angriffe auf den polnischen „Finanzjuden“ Falter. So wurde er in der Zeitschrift Der Weltkampf. Monatschrift für Weltpolitik, völkische Kultur und die Judenfrage in aller Welt 1936 an den Pranger gestellt, da er dem polnischen Volk angeblich 74 Mio. Złoty geraubt habe.
Nach dem deutschen Überfall auf Polen im September 1939 floh Falter nach Großbritannien. Dort amtierte er von 1939 bis 1940 als stellvertretender Finanzminister der polnischen Exilregierung in London.
Da es Falter gelungen war, seine Schiffsflotte zu Beginn des Krieges in den Westen zu überführen und da er zudem in der Zwischenkriegszeit in Baugrundstücke in New York investiert hatte, war er einer der wenigen polnischen Industriellen, die den Zweiten Weltkrieg als vermögende Leute überstanden.
Von den nationalsozialistischen Polizeiorganen wurde Falter nach seiner Flucht als wichtige Zielperson eingestuft: Im Frühjahr 1940 setzte das Reichssicherheitshauptamt in Berlin Falter auf die Sonderfahndungsliste G.B., ein Verzeichnis von Personen, die im Falle einer erfolgreichen Invasion und Besetzung der britischen Inseln durch die Wehrmacht von den Besatzungstruppen mit besonderer Priorität ausfindig gemacht und verhaftet werden sollten.
Zbigniew Landau identifiziert Falter in seiner Studie zur polnischen Wirtschaft der Zwischenkriegszeit als den reichsten polnischen Kapitalisten der Zeit vor dem Zweiten Weltkrieg (Vermögen von 320 Millionen Złoty), schränkt dies aber mit dem Hinweis ein, dass sein Vermögen im Vergleich zu dem der deutschen Kohlenmagnaten derselben Zeit, relativ bescheiden gewesen sei.